# Club Atlético Trinidad
Club Atlético Trinidad es una institución deportiva argentina ubicada en el departamento Rawson, provincia de San Juan. Fue fundado el 10 de marzo de 1980, tras la fusión de los clubes Los Andes y Social y Deportivo Rawson.
Disputa sus partidos como local en el Estadio Ingeniero Domingo Alberto Martín, ubicado en Rawson, con capacidad para aproximadamente 8.000 espectadores.

## Historia
El club fue fundado en 1980, después de la fusión de los clubes Los Andes e Independiente, instituciones del departamento Rawson (San Juan). Los colores de la indumentaria también provienen de ambos clubes: negro de Los Andes y rojo del Independiente.
En el logo del club figura la imagen de un león, esto  representa la imagen fuerte de la institución.

## Palmarés
- Liga Sanjuanina de Fútbol (5): 1993, 1997, 2000, 2009, 2016 (I).

## Rivalidades
El clásico más importante del Club Atlético Trinidad es frente al Club Atlético Unión de Villa Krause, con quien disputa el denominado clásico de Rawson. Este enfrentamiento tiene una larga tradición en la Liga Sanjuanina de Fútbol, y suele convocar gran cantidad de público en el Estadio Ingeniero Alberto Martín o en el Estadio 12 de Octubre de Villa Krause.
Además, mantiene una histórica rivalidad con el Club Atlético de la Juventud Alianza, equipo de la ciudad de Santa Lucía. Los duelos entre El León y El Lechuzo han sido frecuentes en torneos regionales y nacionales, y en 2025 protagonizaron una polémica por una infracción reglamentaria que derivó en la pérdida de puntos para Trinidad.

## Datos del club
Participaciones en competiciones nacionales
- Torneo del Interior (1): 1993-94.
- Torneo Argentino B (12): 1995-96, 1998-99, 2001-02, 2005-06, 2006-07, 2007-08, 2008-09, 2009-10, 2010-11, 2011-12, 2012-13, 2013-14.
- Torneo Argentino C (1): 2008.
- Copa Argentina (4): 2011-12, 2012-13, 2013-14, 2014-15.
- Torneo Federal B (5): 2014, 2015, 2016, 2016 (II), 2017.
- Torneo Federal C (1): 2018.
- Torneo Regional Federal Amateur (6): 2019, 2020, 2020-21, 2021-22, 2022-23, 2023-24.